# Pseuderesia mapongua
Pseuderesia mapongua är en fjärilsart som beskrevs av Holland 1893. Pseuderesia mapongua ingår i släktet Pseuderesia och familjen juvelvingar. Inga underarter finns listade i Catalogue of Life.